# Dicranota townesi
Dicranota townesi är en tvåvingeart som beskrevs av Alexander 1940. Dicranota townesi ingår i släktet Dicranota och familjen hårögonharkrankar. Inga underarter finns listade i Catalogue of Life.